# Triatlón en los Juegos Panafricanos
El triatlón fue admitido en los Juegos Panafricanos desde la décima edición que se celebró en Maputo (Mozambique) en 2011.

## Ediciones
| N.º | Año  | Sede   | País       |
| --- | ---- | ------ | ---------- |
| I   | 2011 | Maputo | Mozambique |
| II  | 2019 | Rabat  | Marruecos  |
| III | 2023 | Acra   | Ghana      |

## Palmarés

### Masculino
| N.º | Año  | Sede                 | Oro                        | Plata                  | Bronce                  |
| --- | ---- | -------------------- | -------------------------- | ---------------------- | ----------------------- |
| I   | 2011 | Maputo ( Mozambique) | Erhard Wolfaardt Sudáfrica | Abrahm Louw Namibia    | Wian Sullwald Sudáfrica |
| II  | 2019 | Rabat ( Marruecos)   | Badr Siwan Marruecos       | Mehdi Esadiq Marruecos | Osama Beruan Argelia    |
| III | 2023 | Acra ( Ghana)        | Nicholas Quenet Sudáfrica  | Badr Siwan Marruecos   | Dylan Nortje Sudáfrica  |

### Femenino
| N.º | Año  | Sede                 | Oro                           | Plata                     | Bronce                     |
| --- | ---- | -------------------- | ----------------------------- | ------------------------- | -------------------------- |
| I   | 2011 | Maputo ( Mozambique) | Carlyn Fischer Sudáfrica      | Andrea Steyn Sudáfrica    | Fabienne St Louis Mauricio |
| II  | 2019 | Rabat ( Marruecos)   | Basmla Elsalamoni · Egipto    | Laurelle Brown Zimbabue   | Andie Kuipers Zimbabue     |
| III | 2023 | Acra ( Ghana)        | Vicky van der Merwe Sudáfrica | Shanae Williams Sudáfrica | Kahina Mebarki Argelia     |

### Relevo mixto
| N.º | Año  | Sede               | Oro                                                            | Plata                                                          | Bronce                                                                      |
| --- | ---- | ------------------ | -------------------------------------------------------------- | -------------------------------------------------------------- | --------------------------------------------------------------------------- |
| I   | 2011 | —                  | No realizado                                                   | No realizado                                                   | No realizado                                                                |
| II  | 2019 | Rabat ( Marruecos) | Sirin Fatum Ons Layili Mohamed Aziz Sebai Seifedin Selmi Túnez | Imen Maldyi Osama Beruan Kahina Mebarki Nazim Benyeles Argelia | Rehab Husein · Mohamed Shehata · Basmla Elsalamoni · Mohamed Jalil · Egipto |
| III | 2023 | —                  | No realizado                                                   | No realizado                                                   | No realizado                                                                |

## Medallero histórico
- Actualizado hasta Acra 2023.[1]

| Núm. | País      | Oro | Plata | Bronce | Total |
| ---- | --------- | --- | ----- | ------ | ----- |
| 1    | Sudáfrica | 4   | 2     | 2      | 8     |
| 2    | Marruecos | 1   | 2     | 0      | 3     |
| 3    | Egipto    | 1   | 0     | 1      | 2     |
| 4    | Túnez     | 1   | 0     | 0      | 1     |
| 5    | Argelia   | 0   | 1     | 2      | 3     |
| 5    | Zimbabue  | 0   | 1     | 1      | 2     |
| 7    | Namibia   | 0   | 1     | 0      | 1     |
| 8    | Mauricio  | 0   | 0     | 1      | 1     |
|      | TOTAL     | 7   | 7     | 7      | 21    |